# Philippe Hurel

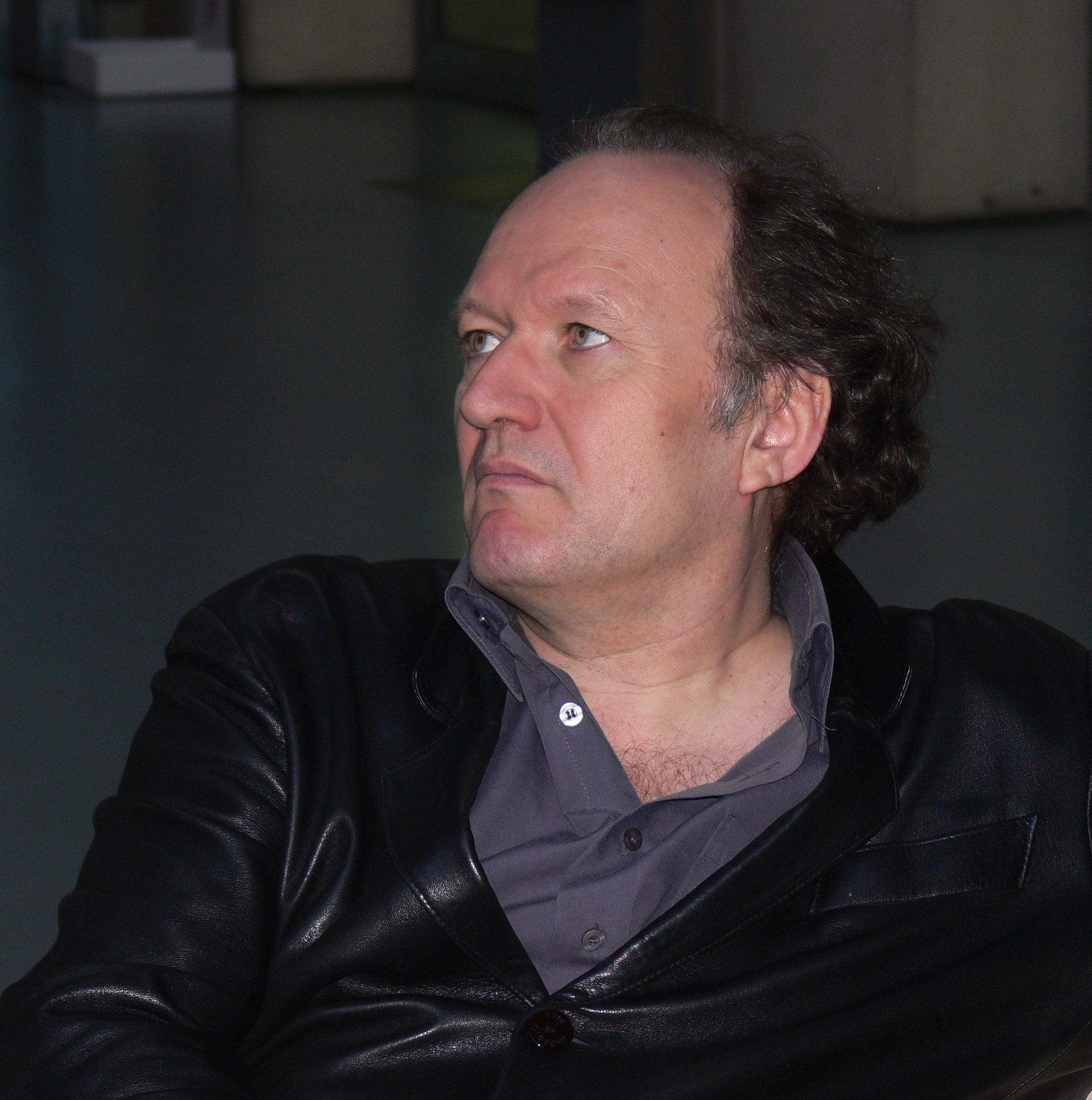
Philippe Hurel

Philippe Hurel (Domfront, Oise, Picardie, 24 de julio de 1955 - ) es un compositor francés. Se le asocia con el espectralismo o música espectral.

## Biografía
Nacido en 1955. Tras haber estudiado en el Conservatorio y en la Universidad de Toulouse (violín, análisis, teoría y musicología) se traslada a París para realizar sus estudios en el Conservatorio Nacional Superior de Música y Danza de París (composición y análisis). En el año 1983 asiste a clases privadas con el compositor francés Tristan Murail. Estas clases marcaron mucho el lenguaje musical de Philippe. Recordemos que Murail es uno de los pioneros en el uso de procedimientos espectrales en el proceso compositivo. En estos años en los cuales Hurel no era aún un compositor con un lenguaje compositivo consolidado es cuando Hurel compuso Eolia y Opcit. Como veremos más adelante, ambas obras presentan procedimientos compositivos similares. En los años que comprenden del 1985 al 1989 Philippe participó en los trabajos de búsqueda musical en el Ircam (Institut de Recherche et Coordination Acoustique/Musique). Tanto en las clases privadas con Murail como en el período en el Ircam, Hurel recibió una fuerte inquietud por la composición utilizando medios informáticos.
Como algunos compositores compatriotas suyos como Massenet o Debussy, Hurel también fue residente en la Villa Medici en Roma entre los años 1986 y 1988. En 1991 Philippe fundó, junto con Pierre-André Valade, el ensemble Court-circuit. Éste se trata de un grupo instrumental constituido por intérpretes de primer orden escogidos no solo por su virtuosismo, sino también por su interés en la modernidad y su experiencia en la interpretación de música contemporánea. Este ensemble, cuya dirección artística corre a cargo de Philippe Hurel, ha sido estímulo del encargo de numerosas nuevas obras de compositores como Tristan Murail, Michael Jarrell, Philippe Leroux, Martin Matalon, Mauro Lanza o Joshua Fineberg.
En 1995 Hurel recibió el Premio de la Fundación Siemens en Múnich por su obra “Six Miniatures en Trompe l’oeil”. Su inquietud por la informática musical ha estado siempre en desarrollo. Así, llegó a impartir clases en el IRCAM en el marco del Curso de informática musical entre los años 1997 y 2001. Fue invitado como residente en el Arsenal de Metz y en la Filarmonía de Lorena de 2000 a 2002. En 2002 recibió el «Prix Sacem des Compositeurs» por su trayectoria compositiva y en 2003 recibió el «Prix Sacem de la Meilleure création de l’année» por su obra “Aura” para piano solista y ensemble.
Sus obras han sido publicadas por Gérard Billaudot Éditeur y Henry Lemoine, y han sido interpretadas por conjuntos y orquestas bajo la dirección de Pierre Boulez, Esa Pekka Salonen, Reinbert de Leeuw, Bernhard Kontarsky, Stefan Asbury, Kent Nagano, Peter Eötvös y, por supuesto, de Pierre-André Valade, con quien trabaja regularmente.
En 2002 la Orquesta Sinfónica de Chicago le dedicó un taller-concierto en el marco del festival MusicNow en Chicago y la Orquesta Sinfónica de la BBC interpretó Flash-back en Londres. En marzo de 2003 los conjuntos “Speculum Musicae” y “Argentino” interpretaron varias obras suyas en Nueva York durante el festival French Sounds. En enero de 2004 la Rundfunk-Symphonie-Orchester de Berlín interpretó obras suyas. En los festivales Musimars de Montreal y Ultima de Oslo, Hurel estrenó tres piezas que fueron interpretadas respectivamente por el ensemble Bit20, Benoît Fromanger y la Orquesta Filarmónica de Oslo, siendo ejecutadas por Anne-Cécile Cuniot y Jean-Marie Cottet. Paralelamente compuso un ciclo de piezas para instrumento en solo o a dúo bajo el título Loops.

## Música
La música de Philippe Hurel ha desarrollado los principios típicos del espectralismo iniciado por Gérard Grisey y Tristan Murail. Estos principios se basan en el descubrimiento de la naturaleza del sonido, en la descomposición espectral del mismo y en los procesos que van progresivamente de un estado sonoro a otro. Sin embargo, los intereses de Hurel no son únicamente éstos, sino que se basan en la búsqueda de soluciones originales para la organización formal de estos nuevos materiales basados en el timbre.
Philippe Hurel no se define a sí mismo como un compositor espectral, sino más bien en sus propias palabras como un “compositor contemporáneo”. Si bien es cierto que estuvo en el entorno espectralista en la década de los 70, fue alumno de Murail en clases privadas y en determinados momentos se vale de técnicas espectrales, él se considera dentro de una generación de compositores más preocupados por la integración del discurso tímbrico dentro de estructuras formalmente complejas. De hecho, algunos críticos hablan de una segunda generación de música espectral, en la cual se encuentran compositores como Magnus Lindberg, Kaija Saariaho o Marc-André Dalbavie. Sin embargo, esta catalogación es un tanto arbitraria, pues aunque su génesis sea el timbre, se diferencia sustancialmente por el uso contrapuntístico del mismo. (
Contrariamente a la posición reaccionaria de su generación precedente , Hurel demuestra alguna afinidad hacia alguno de los principios de organización serial, como por ejemplo, el contrapunto y formas tan antiguas como la variación. Así, en sus principios como compositor, estuvo interesado por las estructuras que se le pueden aplicar a las series, pero la influencia que recibió de la música espectral fue relativamente temprana (a los 26 años) por lo que sus ideas contrapuntísticas de alguna manera se invalidaron . Con “Trames”, de 1982, ya intentó escribir procesos de transformaciones de los objetos sonoros. Con el díptico “Diamants imaginaires” (1984) “Diamant lunaire” (1985) trabajó en la organización de los procesos . Estos procesos no eran concebidos en el sentido en el que lo hacía Grisey entre armonicidad-inarmonicidad, sino más bien en la integración de los procesos entre texturas globales percibidas y áreas más melódicas.
Su reflexión acerca de la integración de objetos sonoros de una naturaleza espectral dentro del seno de formas como la variación, le llevó a imaginar la posibilidad de repetir procesos. Esta síntesis le permitió unir transiciones continuas (típicas de la música espectral) con la forma más clásica de la variación. Así pues, los objetos que Philippe Hurel organiza evolucionan progresivamente en el tiempo, aunque estos procesos son simultáneamente divisibles en subsecciones. Estas subsecciones son, a su vez, una variación de la anterior/precedente . En su obra “Pour l’image” (1986, para conjunto instrumental) ya se refleja esta intención de integrar dentro de un desarrollo progresivo situaciones musicales ya antes oídas. Estos “flashbacks”, que solicitan la memoria del oyente, hacen que en su música prime la inteligibilidad frente a una complejidad formal mayor. En ocasiones, este procedimiento formal ha sido calificado de “poco sofisticado”. Sin embargo, muchos han sido los planteamientos formales propuestos por los compositores de la segunda mitad del siglo XX y, en muchos casos, no han conseguido trascender la mesa del compositor y mostrar la información inteligible al oyente .
En el plano armónico, Hurel es uno de los compositores que utilizan los microintervalos. La exploración de los intervalos no temperados es uno de los elementos importantes de la música de hoy. El sistema temperado ha sido estudiado y explorado hasta sus últimas posibilidades. La utilización de sonidos temperados podría referirse/recordar a sonoridades pasadas. Por otra parte, el uso de intervalos no temperados desestabiliza jerarquías, se relaciona más directamente don el espectro sonoro y está más próximo a la fusión y a la mezcla electrónica.
En el aspecto rítmico, su música recibe una fuerte influencia del jazz, sobre todo a partir de su obra “Six miniatures en trompe-l'oeil” de 1990/91. En esta obra el ritmo se presenta mucho más marcado que en las obras precedentes, con un cierto swin fruto de esta influencia. El título alude a un tipo de pintura en la que un objeto bidimensional se percibe como si fuera tridimensional y la partitura ofrece dos opciones de disposición de las piezas: una permite obtener seis pequeñas piezas contrastantes entre sí y la segunda provoca una continuidad espectral en la que parece diluirse tiempo y ritmo .
En “Leçon de choses” (1993, para ensemble y electrónica), Hurel toma como punto de partida los sonidos producidos por objetos que se sitúan en su ambiente doméstico . Estos sonidos son analizados y sometidos a un proceso de resíntesis . Al principio de la pieza, Hurel presenta varios elementos heterogéneos y muy contrastantes. Estos elementos, interpretados simultáneamente por el ensemble y la electrónica, se contaminan progresivamente unos a otros. De esta manera conforman una polifonía compleja.
Llegados a este punto, vemos que su adhesión al espectralismo no es determinante. Sin embargo, la obtención del material armónico a partir de la descomposición espectral del sonido y el uso de procesos que van de un estado sonoro a otro, hacen que su música guarde un estrecho parecido con la música compuesta en el primer período espectral. Según Hurel, el uso de nuevas tecnologías no debe ser el único camino en el que el compositor debe operar, sino que debe “servir de estímulo” para enfrentarse a la composición. Esta frase es un poco representativa de su música, pues aunque frecuente la utilización de nuevas tecnologías, en su música también se puede apreciar un componente “arbitrario” que no ha sido deducido a partir de ningún estudio informático, sino más bien ha sido guiado por la sensibilidad única y personal del artista. 

## Catálogo de obras
| Año       | Obra | Tipo de obra                        |
| --------- | --- | ----------------------------------- |
| 1980      | Trio para flauta, violonchelo y piano.                                                                       | Música de cámara                    |
| 1981      | Tracés, para conjunto.                                                                                       | Música instrumental                 |
| 1981      | Eoliapara, para flauta.                                                                                      | Música solista (flauta)             |
| 1982      | Trames, para 11 cuerdas.                                                                                     | Música instrumental                 |
| 1982-83   | Memento pour Marc, para gran orquesta.                                                                       | Música orquestal                    |
| 1984      | Opcit, para saxofón tenor (o clarinete).                                                                     | Música solista (saxofón)            |
| 1984      | Música 2, pieza pedagógica para dúos de maderas y teclados.                                                  | Música instrumental                 |
| 1984-85   | Diamants imaginaires, diamant lunaire, para conjunto y dispositivo electrónico.                              | Música electrónica (instrumentos)   |
| 1985      | Altomobile, pieza pedagógica para viola.                                                                     | Música solista (viola)              |
| 1986-87   | Pour l'image, para conjunto.                                                                                 | Música instrumental                 |
| 1987      | Fragment de lune, para conjunto y dispositivo electrónico.                                                   | Música electrónica (instrumentos)   |
| 1987      | Funky Studies, pieza pedagógica, para corneta solo.                                                          | Música solista (corneta)            |
| 1989      | Mémoire vive, para gran orquesta.                                                                            | Música orquestal                    |
| 1990      | Première improvisation (à Raphaële), pieza pedagógica, para orquesta madera por 2 (35 músicos).              | Música orquestal                    |
| 1990      | Pavino et Sanina, para un flautista désormais accompagné.                                                    | Música solista (flauta)             |
| 1990      | Bacasax, pieza pedagógica, para dúo de saxofones y teclados.                                                 | Música de cámara                    |
| 1990-91   | Six miniatures en trompe-l'oeil, para conjunto.                                                              | Música instrumental                 |
| 1991      | Deuxième improvisation (à Thibault), pieza pedagógica, para orquesta maderas por 1 (28 musiciens).           | Música orquestal                    |
| 1991-92   | Rémanences, para conjunto y dispositivo electrónico.                                                         | Música electrónica (instrumentos)   |
| 1992      | La Célébration des Invisibles, melodrama para percusionistas, coro y teatro de sombras (hay ver. Concierto). | Música coral                        |
| 1993      | Leçon de choses, para conjunto y dispositivo electrónico.                                                    | Música electrónica (instrumentos)   |
| 1994      | Pour Luigi, quinteto.                                                                                        | Música de cámara                    |
| 1995      | Kits, para seis percusionistas y soporte grabado (congas y bajo eléctrico).                                  | Música electrónica (instrumentos) l |
| 1996      | ..à mesure, para flauta, clarinete, viola, violonchelo, vibráfono y piano.                                   | Música de cámara                    |
| 1997-98   | Flash-Back, para gran orquesta.                                                                              | Música orquestal                    |
| 1999      | Tombeau in memoriam Gérard Grisey, para piano y vibráfono.                                                   | Música de cámara                    |
| 1999-2000 | Quatre Variations, para vibráfono y conjunto instrumental.                                                   | Música instrumental                 |
| 2000      | Loops I, para flauta solo.                                                                                   | Música solista (flauta)             |
| 2001      | Loops II, para percusión.                                                                                    | Música solista (percusión)          |
| 2001      | Loops III, para 2 flautas.                                                                                   | Música solista (flautas)            |
| 2001      | Figures libres, para flauta, oboe, clarinete, violín, viola, violonchelo, percusión y piano.                 | Música instrumental                 |
| 2002      | Aura, para piano y orquesta.                                                                                 | Música orquestal                    |
| 2002      | Ecart de temps, para percusión.                                                                              | Música instrumental                 |
| 2003-04   | Ritornello, para flauta y piano.                                                                             | Música instrumental (dúo)           |
| 2004      | Etudes mécaniques, para conjunto.                                                                            | Música instrumental                 |
| 2004      | Phonus para flauta y orquesta.                                                                               | Música orquestal                    |
| 2005      | Loops IV, para marimba.                                                                                      | Música solista (marimba)            |
| 2005      | Loops V, para tubular bells.                                                                                 | Música solista (tubular bells)      |
| 2005      | Non-Dit, para coro a 4 voces.                                                                                | Música coral (capella)              |
| 2005-06   | HORS-JEU, para percusión y electrónica.                                                                      | Música electrónica (instrumentos)   |
| 2006      | Cantus para voz y conjunto.                                                                                  | Música vocal                        |

## Discografía
- Cd compositeurs d’aujourd’hui - Universal - Six miniatures en trompe-l’œil, Opcit, Leçon de choses, Pour l’image - Eic - direction Ed Spanjaard - Alain Damiens, clarinette
- Cd Flash-back.. - Aeon - …à mesure - Flash-Back - Tombeau in memoriam Gérard Grisey - Pour Luigi. - Bernhard Kontarsky (Orchestre de Paris), Pierre-André Valade (Ensemble Court-circuit) - Jean Geoffroy (percussion) - Jean-Marie Cottet (piano).
- Cd LOOPS Nocture Label soupir (sortie mai 2006) : Ritornello loops II loops III Tombeau Loops I (Juliette Hurel, Sophie Dardeau, Anne-Cécile Cuniot, Jean-Marie Cottet, Jean Geoffroy).
- Cd à paraître en 2006/07 Phonus pour flûte et orchestre Figures libres pour huit musiciens Quatre variations pour percussion et ensemble. Orchestre philharmonique d’Oslo - Court-circuit (Paris) - – Argento Ensemble (NYC) Direction Christian Eggen, - Pierre-André Valade – Michel Galante.